# Drakensberglärka
Drakensberglärka (Heteromirafra ruddi) är en hotad tätting i familjen lärkor som är endemisk för Sydafrika.

## Utseende och levnadssätt

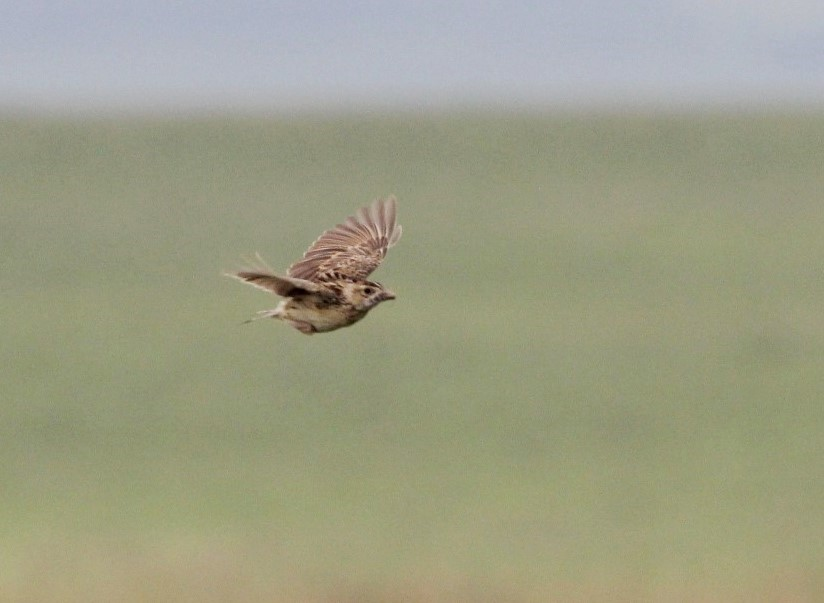
Flygande drakensberglärka vid Wakkerstroom i Sydafrika.

Drakensberglärka är med en kroppslängd på 14 centimeter en relativt liten lärka. Den har stort huvud, stora svarta ögon och ett diagnostiskt gulbrunt streck på hjässan som syns när den reser tofsen. Benen är rosa och relativt långa. När den störs springer den snabbt iväg innan den plötsligt stannar, men är i övrigt relativt tam och undgår lätt upptäckt. I flykten syns den korta, smala stjärten och stora, runda vingar.

## Utbredning
Arten förekommer i höglänta gräsmarker i östra Sydafrika, ofta nära fuktiga svackor. Kärnan i utbredningsområdet är sydöstra Mpumalanga, nordvästra KwaZulu-Natal och nordöstra Fristatsprovinsen, även om aktuell information till stor del saknas.

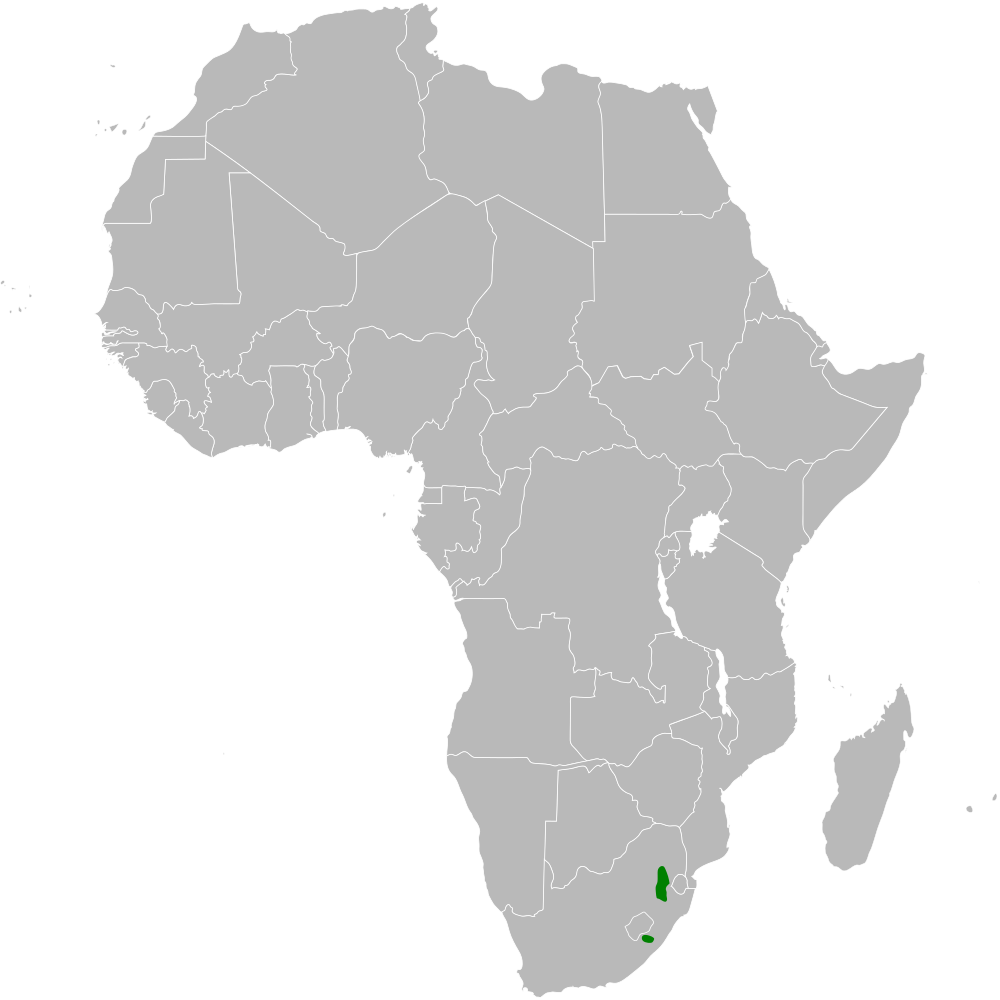

## Systematik
Drakensberglärkan och systerarten libenlärkan utgör tillsammans systerklad till lärkorna i Mirafra. Den behandlas som monotypisk, det vill säga att den inte delas in i några underarter.

## Status
Världspopulationen uppskattas till 1 500–5 000 individer, även om den siffran kan vara betydligt lägre på grund av att arten försvunnit från vissa områden och nya häckingspopulationer inte upptäckts. Både populationsstorleken och trenden är dock svår att bedöma eftersom den ofta förekommer på svårinventerad privat mark och att arten i allmänhet lätt undgår upptäckt. Fram till 2017 kategoriserade internationella naturvårdsunionen IUCN arten som sårbar på grund av populationens storlek och att den tros minska i antal på grund av habitatförlust. 2017 uppdraderades den till hotkategorin starkt hotad.

## Namn
Fågelns vetenskapliga artnamn hedrar Charles Dunnel Rudd (1844-1916), engelsk entreprenör i Sydafrika, styrelseordförande för De Beers Mining Company 1880 och sponsor av expeditioner i tropiska Afrika. Tidigare kallades den ruddlärka även på svenska, men justerades 2023 till ett enklare och mer informativt namn av BirdLife Sveriges taxonomikommitté.